# Ellen van Dijk
Pour les articles homonymes, voir Ellen et Van Dijk.
Eleonora Maria van Dijk (également appelée Ellen van Dijk), née le 11 février 1987 à Harmelen, est une coureuse cycliste néerlandaise, membre de l'équipe Trek-Segafredo. Courant sur piste et sur route, elle remporte en 2008 le championnat du monde de scratch et le championnat des Pays-Bas du contre-la-montre. Elle est également championne du monde de contre-la-montre par équipe de marques en 2012, 2013, 2016 et 2017 ainsi que championne du monde du contre-la-montre individuelle en 2013, 2021 et 2022. Elle gagne les quatre premiers championnats d'Europe du contre-la-montre de 2016 à 2019, puis l'épreuve en ligne en 2021. En 2014, elle remporte le Tour des Flandres, épreuve de coupe du monde et monument du cyclisme. Elle est détentrice du record de l'heure féminin du 23 mai 2022 au 13 octobre 2023 avec une distance de 49,254 km.
Van Dijk vient du patinage de vitesse. Dans le cadre de son entraînement, elle effectuait des sorties cyclistes en été. Elle s'avère très douée dans les deux disciplines et fait partie des meilleures sur le plan national en junior. Après avoir remporté son cinquième titre de championne nationale en 2007, elle décide de se consacrer au cyclisme à plein temps. En plus de ses succès aux mondiaux, van Dijk a également deux titres européens sur la piste, quatre autres titres européens en contre-la-montre et six victoires dans les manches de coupe du monde. En 2012, lors des jeux olympiques, elle participe à trois épreuves : épreuve en ligne, contre-la-montre et poursuite par équipe. Elle aide Marianne Vos à remporter le titre dans la première, termine huitième dans la seconde et sixième dans la dernière.

## Repères biographiques
Ellen van Dijk naît le 11 février 1987 à Harmelen, dans la province d'Utrecht, où elle vit ensuite avec ses deux frères et ses parents. Outre le cyclisme et le patinage de vitesse, elle pratique également le volley-ball et la gymnastique durant son enfance. Elle quitte Harmelen pour Amsterdam en 2006. Durant ses premières années dans cette ville, elle partage un appartement avec Mariëlle Kerste, sa meilleure amie, qui est également cycliste. Kerste déménage quelques années plus tard. Ellen van Dijk vit depuis avec la cycliste Hannah Walter.
Ellen van Dijk est sortie du Minkema College de Woerden en 2005 et a été diplômée d'un bachelor en « sciences du mouvement » (bewegingswetenschappen) à l'Université libre d'Amsterdam en 2011,. Après les Jeux olympiques de 2012, elle a l'intention de suivre un master en sciences du mouvement.

## Carrière sportive

### Patinage de vitesse
Elle van Dijk pratique le patinage sur glace dans son enfance. Elle participe à des tours sur glace naturelle et, à huit ans, elle devient membre du club local de patinage de vitesse. De douze à vingt ans, elle s'entraîne presque quotidiennement durant les mois d'hiver à la patinoire d'Utrecht. Elle y détient le record du 5 000 mètres. Elle participe cinq fois aux championnats des Pays-Bas combiné (all-round) juniors : elle s'y classe deux fois dixième de la compétition all-around, et quatrième du 3 000 mètres en 2005,. En 2007, alors qu'elle a la possibilité d'être sélectionnée en équipe régionale en patinage de vitesse, Ellen van Dijk doit choisir entre ce sport et le cyclisme ; elle opte pour ce dernier.

### Premières années en cyclisme
À dix ans, Ellen ven Dijk, avec ses frères et Mariëlle Kerste, fait du cross training à vélo durant l'été et commence à disputer des courses régionales. Ses résultats lui permettent d'évoluer à un niveau national à 15 ans, en 2002. Cette année-là, à son premier championnat national, elle prend la quatrième place. L'année suivante, elle remporte le championnat des Pays-Bas sur route en catégorie débutant. En 2004, elle obtient deux titres nationaux, en catégorie junior : en course en ligne et en contre-la-montre, où elle bat Marianne Vos. Cette dernière s'impose aux championnats du monde junior à Vérone, tandis que van Dijk prend la troisième place. En 2005, Ellen van Dijk gagne à nouveau le championnat des Pays-Bas du contre-la-montre junior, et se classe deuxième de le course en ligne, à nouveau derrière Vos.

### Carrière professionnelle

#### Premières années (2006-2008)
Ellen van Dijk devient professionnelle en 2006 dans l'équipe Vrienden van het Platteland. Elle est vainqueur d'étapes du Tour féminin en Limousin et du Tour de Toscane. Au milieu de la saison, elle souffre d'une fracture de la clavicule qui la handicape lors des championnats nationaux. Elle se classe dixième du championnat d'Europe des moins de 23 ans à Fauquemont. Aux championnats du monde universitaires, elle gagne le contre-la-montre et finit deuxième de la course en ligne. À la fin de l'année, elle est sélectionnée en réserve de l'équipe nationale pour les championnats du monde sur route et ne participe pas aux courses.
En 2007, Ellen van Dijk devient championne des Pays-Bas du contre-la-montre. Elle est cinquième du championnat d'Europe du contre-la-montre des moins de 23 ans et, pour sa première participation aux championnats du monde sur route élite, elle est dix-septième du contre-la-montre.
Ayant arrêté le patinage, elle commence à pratiquer le cyclisme sur piste durant l'hiver et est appelée en équipe nationale. Aux championnats des Pays-Bas sur piste, elle s'impose lors du tournoi de poursuite individuelle, devant Marianne Vos et Kirsten Wild, et se classe quatrième du scratch et de la course aux points.
Ses résultats lors des championnats nationaux sur piste permettent à Ellen van Dijk de disputer la poursuite individuelle lors des deux dernières des quatre manche de la Coupe du monde sur piste 2007-2008, qualificatives pour les Jeux olympiques de Pékin. Elle est cinquième à Los Angeles et quatrième à Copenhague. Aux championnats du monde sur piste à Manchester, elle est cinquième de la poursuite individuelle et manque la qualification pour les Jeux olympiques : elle finit à la douzième place du classement UCI, et seules les onze premières sont qualifiées. Le lendemain de cet échec, elle remporte le titre de championne du monde du scratch. Elle attaque à huit tours de la fin de la course et aucune coureuse ne parvient à la rattraper. C'est son premier titre majeur en élite. Plus tard cette année, aux championnats d'Europe sur piste, elle gagne la course scratch et la course aux points et est médaillé d'argent de l'omnium et de la poursuite individuelle. Elle n'est pas sélectionnée pour le contre-la-montre sur route des Jeux olympiques. Elle remporte en juillet le championnat d'Europe du contre-la-montre des moins de 23 ans à Pettenasco–Stresa, puis en août l'étape contre-la-montre du Tour féminin en Limousin. En septembre, elle est vingtième du championnat du monde du contre-la-montre.

#### Jeune talent (2009-2011)
En 2009, Ellen van Dijk est recruté par l'équipe Columbia-HTC, l'une des meilleures équipes professionnelles. Sur piste, elle imite ses concurrentes en adoptant un plus grand développement. Ce choix semble porter ses fruits : en février, lors de la manche de coupe du monde de Copenhague, elle remporte la poursuite individuelle et la course aux points et se classe deuxième de la poursuite par équipes. Le mois suivant, aux championnats du monde sur piste à Pruszków en Pologne, elle ne parvient pas à conserver son titre de championne du monde et ses résultats sont moins bons qu'à Copenhague, et que l'année précédente à Manchester. Elle n'obtient en effet aucune médaille.
Au début de sa saison sur route, Van Dijk souffre d'une commotion cérébrale due à une chute lors du Tour de Gueldre en avril, qui l'empêche de courir pendant six semaines. Peu après avoir récupéré, elle défend avec succès son titre de championne d'Europe du contre-la-montre, en juillet. Après les championnats du monde sur route, où elle est vingtième du contre-la-montre, elle prend du repos en vue des courses de coupe du monde sur piste, et fait l'impasse sur les championnats nationaux.
Aux championnats du monde sur piste à Melbourne, Van Dijk n'atteint aucune finale. Elle finit cinquième de la poursuite individuelle et de la poursuite par équipes. Elle participe également à la course aux points, en remplacement d'une autre coureuse, et en prend la huitième place. Sur route, elle gagne l'étape contre la montre du Holland Ladies Tour, finissant à la troisième place du classement général. Elle gagne le Sparkassen Giro et est deuxième de l'Open de Suède Vårgårda, manche de la coupe du monde sur route. Aux championnats nationaux sur piste, elle obtient cinq médailles, dont l'or en poursuite individuelle.
Van Dijk bat le record de la poursuite par équipes lors de la manche de Coupe du monde sur piste de Manchester, en prenant la quatrième place. Le mois suivant, aux championnats du monde sur piste, elles courent 3 secondes plus lentement et prennent la cinquième place. Van Dijk prend la même place en poursuite individuelle.
L'équipe HTC-Columbia devient en 2011 HTC-High Road, après le retrait du sponsor Columbia. Ellen van Dijk commence sa saison sur route en gagnant une étape, les classements général, par points et de meilleure jeune du Tour du Qatar. Après avoir disputé des courses à étapes aux Pays-Bas, en Chine et en Espagne, elle prend la deuxième place du championnat des Pays-Bas du contre-la-montre à Veendam et se qualifie pour les championnats du monde. Le mois suivant, en Suède, elle dispute deux manches de la coupe du monde sur route : avec ses coéquipières, elle gagne le contre-la-montre par équipes de l'Open de Suède Vårgårda, puis y termine deuxième de la course en ligne. En préparation des championnats du monde, elle gagne le contre-la-montre du Holland Ladies Tour. Aux championnats du monde à Copenhague, elle est sixième du contre-la-montre.
De retour sur piste, Van Dijk gagne en Coupe du monde à Astana en établissant un nouveau record national. En fin d'année, elle conserve son titre national en poursuite individuelle, auquel elle ajoute celui de l'américaine.

#### Championne des Pays-Bas contre-la-montre (2012)

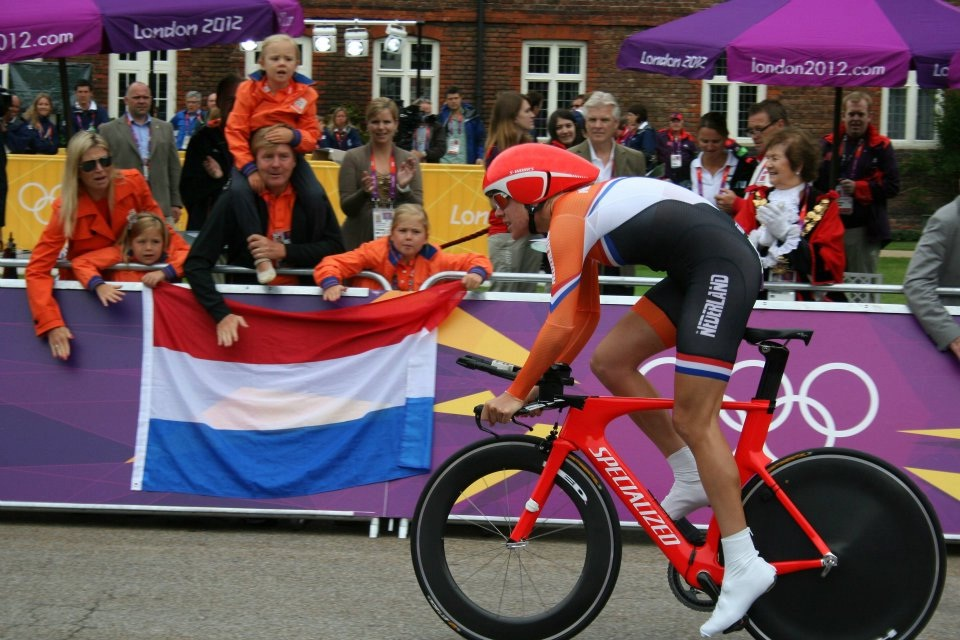
Ellen ven Dijk lors du contre-la-montre des Jeux olympiques

À l'issue de l'année 2011, la structure High Road Sport qui portait les équipes féminine et masculine HTC-High Road disparait, faute de sponsor. L'équipe féminine réapparait cependant en 2012, sous le nom de Specialized-lululemon, sous la direction de Kristy Scrymgeour, jusqu'alors directrice du marketing et de la communication de HTC-High Road. Ellen van Dijk reste membre de cette équipe, comme la plupart de ses coéquipières. Après avoir souffert d'une blessure au genou due à un accident avec un scooter, les quelques semaines de repos consécutives et un entraînement adapté,, Van Dijk gagne une étape du Energiewacht Tour et termine à la deuxième place du classement général de cette course. Elle gagne le contre-la-montre et la course en ligne du Circuit de Borsele. Quelques jours plus tard, elle dispute Gracia Orlova. Elle en gagne le prologue et une étape, et aide sa coéquipier Evelyn Stevens à remporter le classement général. De retour aux Pays-Bas, elle est championne nationale du contre-la-montre à Emmen, pour la deuxième fois.
Ellen van Dijk est sélectionnée pour représenter les Pays-Bas aux Jeux olympiques de Londres, où elle prend part aux deux compétitions sur route et à la poursuite par équipes sur piste. Lors de la course en ligne, elle est équipière de Marianne Vos, qui remporte la médaille d'or. Van Dijk attaque cinq fois durant la course, et termine hors délai. Le succès de Vos étant considéré comme une victoire d'équipe, Van Dijk, Loes Gunnewijk et Annemiek van Vleuten reçoivent les mêmes honneurs à la Holland Heineken House et à la Ridderzaal,. Lors du contre-la-montre, Van Dijk prend la huitième place. Elle dit après la course avoir eu peur de partir trop rapidement et avoir de ce fait perdu du temps dans la première partie de la course. En poursuite par équipes, Ellen van Dijk, Kirsten Wild, Amy Pieters et Vera Koedooder se classent sixième. Lors du tour de qualification, l'équipe établit provisoirement le record olympique. Elles battent ensuite le record des Pays-Bas lors du premier tour. D'après Van Dijk, la sixième place est le meilleur résultat qu'elles pouvaient espérer.

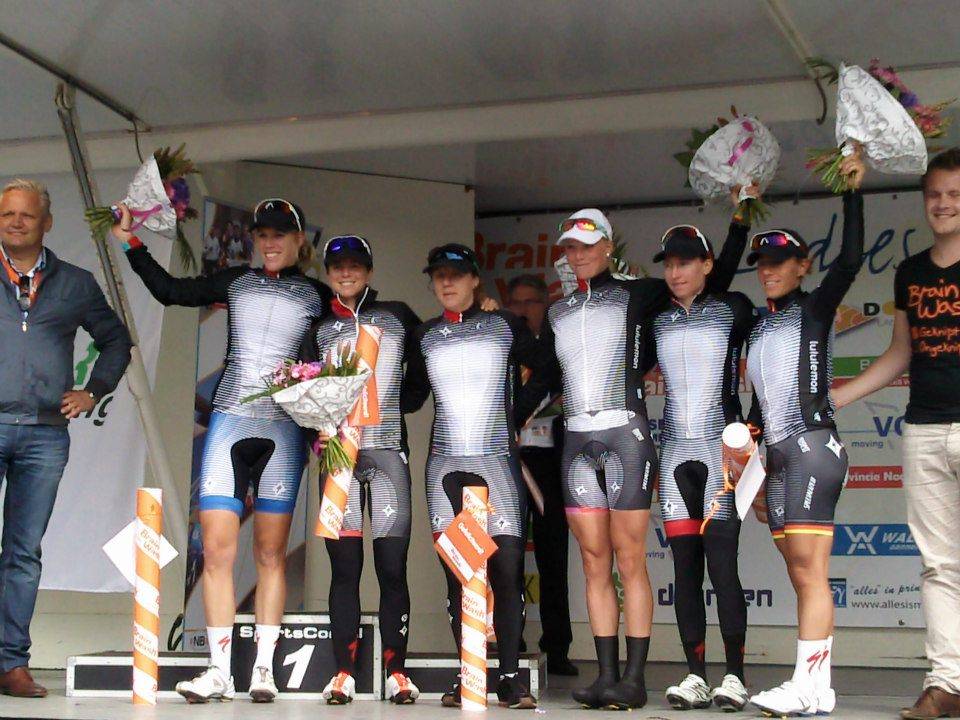
Ellen van Dijk (à gauche), avec l'équipe Specialized-lululemon, lors du BrainWash Ladies Tour

En préparation des championnats du monde sur route, Van Dijk et l'équipe Specialized–lululemon gagne le contre-la-montre par équipes de l'Open de Suède Vårgårda et du BrainWash Ladies Tour. Entre ces deux victoires, Van Dijk gagne les première et dernière étapes, et le classement général du Lotto-Decca Tour. Aux championnats du monde, dans le Limbourg néerlandais, Van Dijk devient championne du monde du contre-la-montre par équipes de marque, avec ses coéquipières de Specialized–lululemon. Trois jours plus tard, elle est sixième du contre-la-montre, sur un parcours vallonné qu'elle ne considère pas fait pour elle. Durant la course en ligne, elle est entraînée dans une chute impliquant 50 participantes et ne finit pas la course. Durant l'hiver, elle choisit de ne pas courir sur piste pour se concentrer exclusivement sur sa saison sur route à venir.

#### Championne du monde contre-la-montre et troisième mondiale (2013)

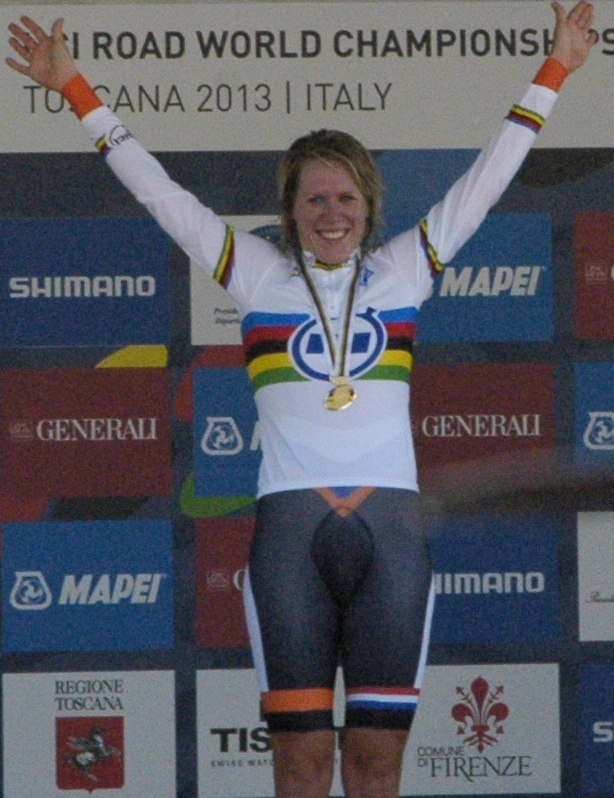
Ellen van Dijk dans son maillot de championne du monde

Ellen van Dijk commence la saison 2013 avec une troisième place au classement général du Tour du Qatar. Elle obtient sa première victoire de l'année fin-février, au Samyn des Dames. En mars, lors des trois premières courses de la Coupe du monde, elle se classe deux fois deuxième, au Tour de Drenthe et au Tour des Flandres, et troisième au Trofeo Alfredo Binda. Elle est alors deuxième du classement de la Coupe du monde, derrière Marianne Vos. Le mois suivant, elle remporte l'étape contre-la-montre de l'Energiewacht Tour avec une nette avance, puis le classement général. Elle prend ensuite la sixième place de la Flèche wallonne, quatrième manche de la Coupe du monde, qui voit une nouvelle victoire de Vos. Après avoir gagné le contre-la-montre du Circuit de Borsele, elle domine la course Gracia Orlova, en gagnant le classement général et trois des cinq étapes, dont deux contre-la-montre.
En juin, elle conserve son titre aux championnats des Pays-Bas contre-la-montre qui ont lieu à Winsum. Lors de la course en ligne, elle réalise une bonne course mais brise son dérailleur dans l'avant dernier tour. Au Tour d'Italie, une des courses les plus prestigieuses du calendrier cycliste féminin, elle s'impose à la huitième étape qui est un contre-la-montre. Avec l'équipe Specialized-Lululemon, elle remporte l'Open de Suède Vårgårda TTT. Sur la course en ligne éponyme, elle prend la quatrième place après une belle course d'équipe. Elle ne participe pas au Grand Prix de Plouay pour se préparer aux échéances de fin de saison. Elle termine troisième du classement final de la coupe du monde. Pour 
le Lotto-Decca Tour (en), ancien Tour de Belgique, l'équipe remporte le contre-la-montre par équipe inaugural. Ellen Van Dijk termine troisième de la dernière étape qui a lieu à Grammont et s'assure ainsi la victoire au général. L'équipe confirme sa domination sur les contre-la-montre par équipe au Brainwash Ladies Tour. Ellen prend la tête du classement général lors de la dernière étape,.

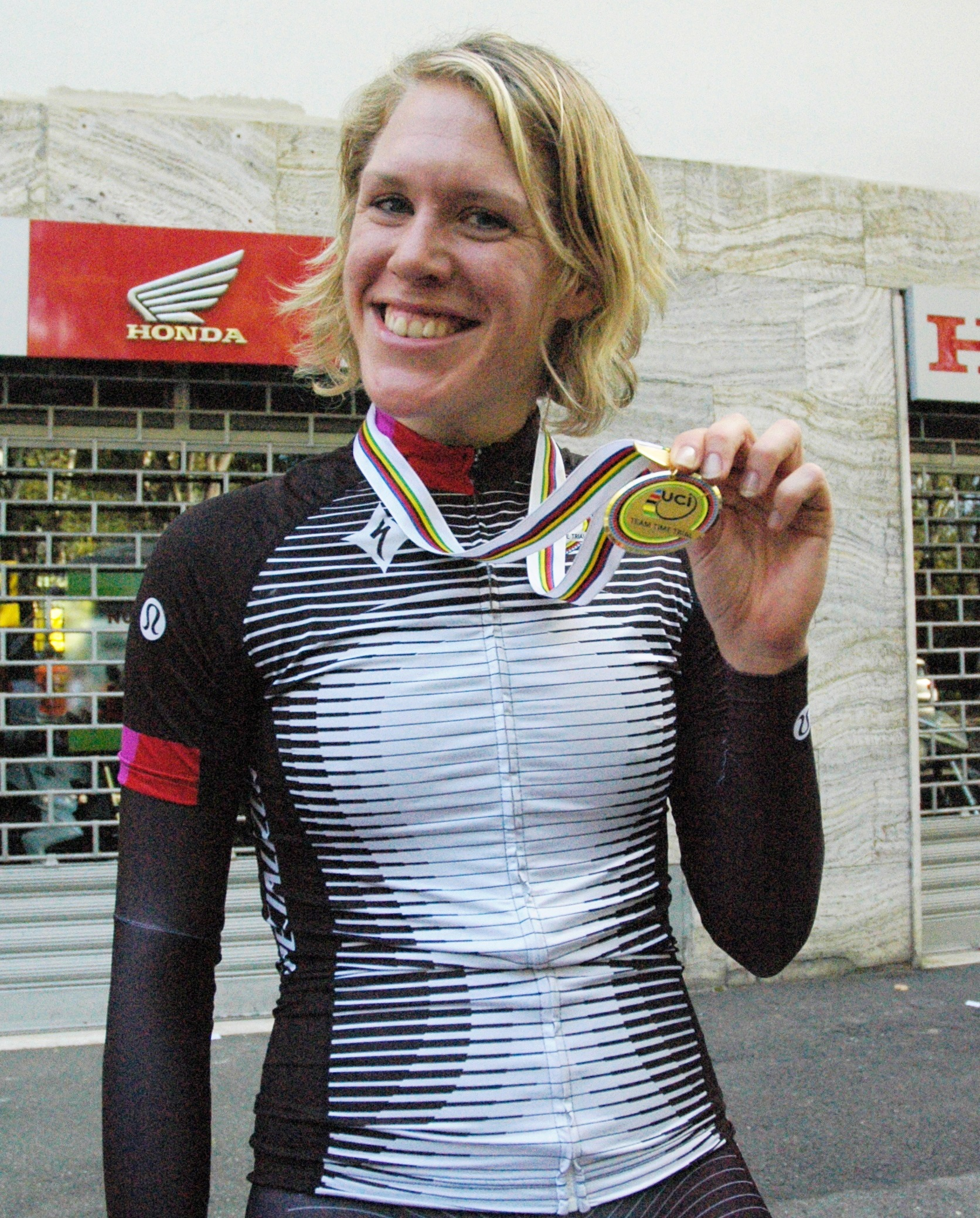
Ellen van Dijk et sa médaille de championne du monde de contre-la-montre

Afin de préparer les championnats du monde de contre-la-montre, Ellen se rend à plusieurs reprises en Toscane reconnaître le parcours. Elle emprunte le circuit vers cinq heures du matin et se fait filmer, cela lui permet d'améliorer sa prise de virage. Quelques semaines avant l'événement, elle participe au Chrono champenois qu'elle gagne. Les championnats du monde sont un grand succès pour Ellen. Avec ses coéquipières, elle remporte le contre-la-montre par équipe de marques pour la seconde année consécutive,. L'équipe de contre-la-montre par équipe est donc, comme en 2012, invaincue de la saison. Puis, sous les couleurs néerlandaises, elle s'impose lors du chrono individuelle, épreuve dont elle est la favorite à cause de ses nombreuses victoires cette saison. Elle devient ainsi la seconde Néerlandaise à porter le maillot irisée en contre-la-montre,,. Sur l'épreuve en ligne, elle prend la seizième place, le parcours étant trop difficile pour elle.
Au moment du bilan de la saison, Ellen van Dijk est troisième du classement UCI et troisième de la coupe du monde. Elle est récompensée du titre de sportive de l'année de la ville d'Amsterdam pour la première fois. Elle est sélectionnée pour le titre de cycliste néerlandaise de l'année mais Marianne Vos est désignée gagnante.

#### Tour des Flandres puis déceptions (2014)

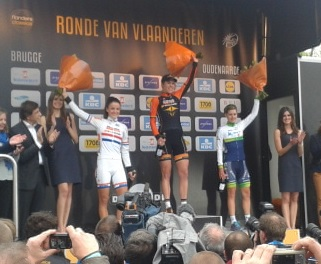
Van Dijk sur le podium du Tour des Flandres

En octobre 2013, van Dijk annonce avoir signé un contrat de trois ans avec l'équipe néerlandaise Boels Dolmans. Elle rejoint donc Lizzie Armitstead, Katarzyna Pawłowska et Christine Majerus. Son objectif désigné est le contre-la-montre des jeux olympiques 2016. Elle veut continuer à se concentrer sur les contre-la-montre, les manches de coupe du monde et les étapes plates, mais compte arrêter la piste.
En 2014, van Dijk ne prend pas le départ du Tour du Qatar car elle se sent insuffisamment remise d'une maladie contractée à la suite de la course VTT du Egmond-pier-Egmond. Elle retrouve cependant rapidement la forme et manque de peu le podium sur Le Samyn des Dames, où elle porte le dossard 1. Lors de la première manche de coupe du monde au Tour de Drenthe, Ellen prend une part importante dans la victoire de sa coéquipière Lizzie Armitstead en se mettant en tête du peloton pour revenir sur les échappées dans le final.
En avril, Ellen van Dijk gagne le Tour des Flandres en s'échappant à 25 km du but. C'est avec sa victoire aux championnats du monde du contre-la-montre, la plus belle victoire de sa carrière selon ses propres dires. À la fin du mois, elle remporte pour la troisième fois consécutive le contre-la-montre du Circuit de Borsele. Le lendemain, elle est troisième de la course en ligne qui se conclut par un sprint massif. Un mois plus tard, elle est deuxième du contre-la-montre du GP Leende derrière Lisa Brennauer. Interrogée, elle déclare que sa performance n'était pas si mauvaise et Lisa Brennauer est une athlète de premier plan en contre-la-montre. Deux jours plus tard, elle est de nouveau deuxième, cette fois pour deux secondes derrière Marianne Vos, au prologue du Festival luxembourgeois du cyclisme féminin Elsy Jacobs.
Lors de la Boels Rental Hills Classic, Ellen van Dijk prend la bonne échappée de six coureuses. Une sélection s'opère dans le groupe de tête et elles ne sont que trois à disputer la victoire au sprint. Emma Johansson se montre la plus rapide, Ellen van Dijk est deuxième devant Amy Pieters. Van Dijk se console avec le prix de la montagne de l'épreuve. En juin, elle part favorite du championnat national de contre-la-montre. Elle termine toutefois deuxième avec un retard de seulement 2 centièmes de seconde derrière Annemiek van Vleuten. Ellen van Dijk se dit déçue et ne se sent pas aussi forte qu'en 2013. Elle ne parvient pas à expliquer pourquoi.
Elle participe à La Course by Le Tour de France et y attaque à plusieurs reprises. Elle est la seule à parvenir à se maintenir durant plusieurs tours échappée. L'Open de Suède Vårgårda de contre-la-montre par équipes où son équipe termine troisième lui redonne de la confiance dans ses capacités en effort individuel. Début septembre, elle remporte le contre-la-montre du Boels Rental Ladies Tour avec douze secondes d'avance sur Lisa Brennauer. Il s'agit de sa première victoire contre-la-montre de la saison. Elle termine troisième du classement général de l'épreuve. Le dernier test avant le championnat du monde a lieu au Chrono champenois. À mi-parcours, elle compte trente-neuf secondes d'avance sur Hanna Solovey, mais à la suite d'une erreur d'aiguillage elle perd près d'une minute et finit battue pour huit secondes par l'Ukrainienne. Aux championnats du monde, elle termine à une décevante septième place. Elle a faibli sur la fin. La pluie torrentielle qui tombe à la fin de l'épreuve explique également quelques secondes perdues face à la concurrence partie plus tôt.

#### 2015

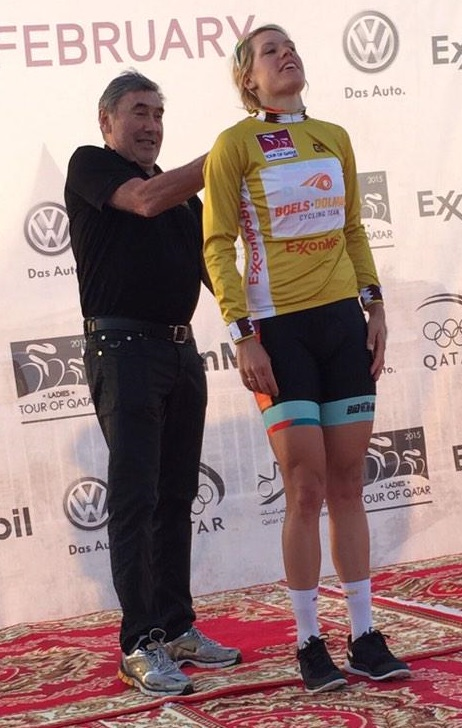
Ellen van Dijk enfile le maillot de leader du Tour du Qatar 2015

Elle commence la saison 2015 au Tour du Qatar. Elle gagne la deuxième étape en faisant le kilomètre et prend la tête du classement général. Le lendemain, sa coéquipière Lizzie Armitstead devient leader au classement général. Ellen van Dijk est finalement troisième de la course. Lors de la première classique de printemps, le Circuit Het Nieuwsblad, elle s'échappe dans le Molenberg avec Anna van der Breggen du groupe de tête constitué de quinze coureuses. Elles courent ensemble les trente derniers kilomètres et se disputent la victoire au sprint, dans lequel van der Breggen se montre la plus rapide. Au Tour de Drenthe, elle se montre également très active et finit troisième du sprint massif.
En avril, elle remporte le contre-la-montre du circuit de Borsele pour la quatrième fois consécutive devant la championne du monde de la discipline Lisa Brennauer.
Fin juillet, elle se brise la clavicule à La Course by Le Tour de France. En septembre, au Boels Ladies Tour, elle se classe deuxième du contre-la-montre de la quatrième étape deux secondes derrière Lisa Brennauer et remonte à la troisième place du classement général. Elle conserve cette place jusqu'à la fin de l'épreuve.

#### Championne d'Europe (2016)

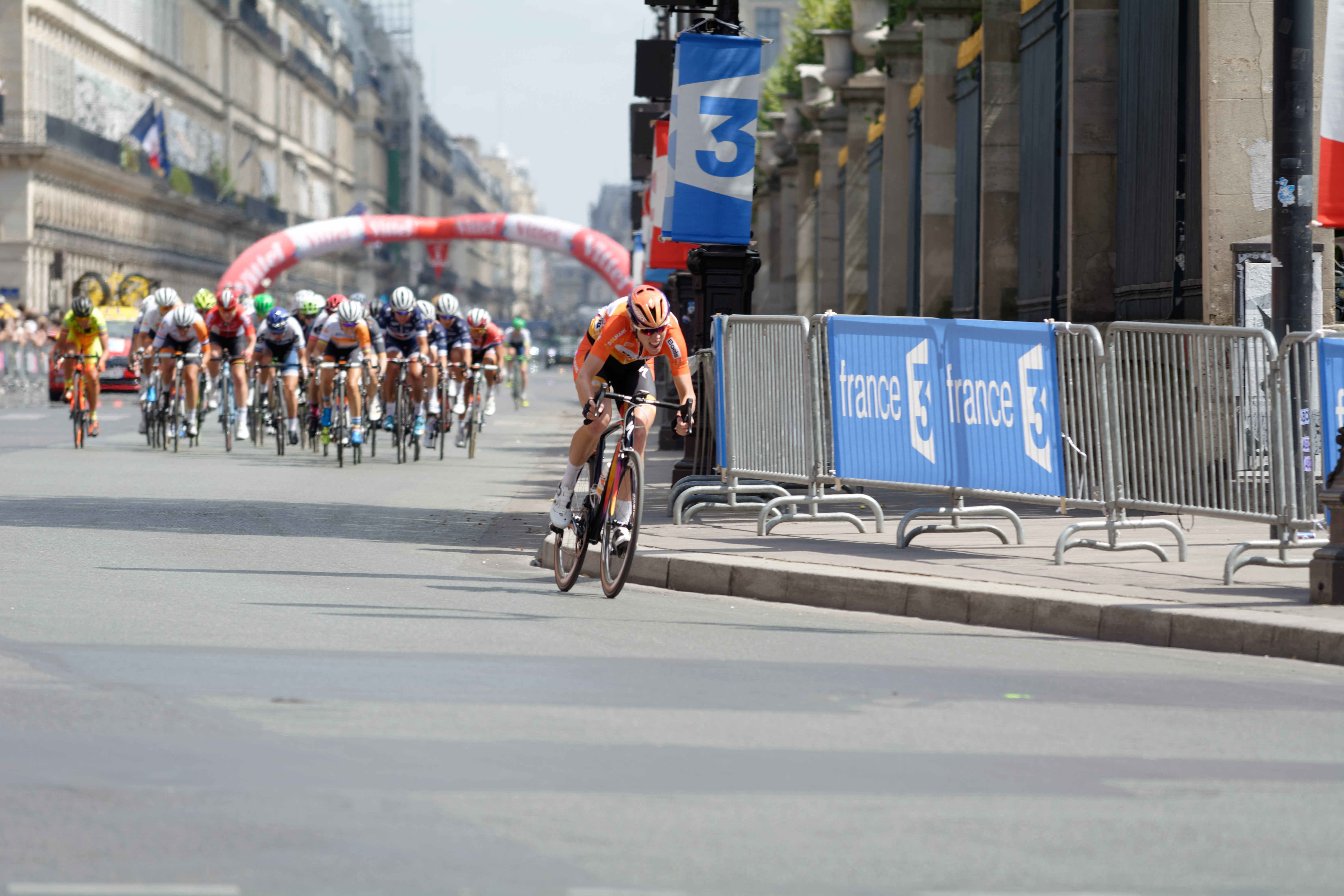
Ellen van Dijk tente sa chance dans les derniers hectomètres de La course by Le Tour de France

Durant le circuit Het Nieuwsblad, elle se casse quelques côtes. Elle fait son retour à Gand-Wevelgem.
Sur l'Energiewacht Tour, l'équipe remporte le contre-la-montre par équipes inaugural. Ellen van Dijk revêt le maillot de leader du classement général. Le lendemain, un groupe de douze favorites prend plus trois minutes d'avance sur le peloton. Chantal Blaak se montre la plus rapide au sprint et s'empare de la tête du classement général par le jeu des bonifications, Ellen van Dijk étant troisième. Le lendemain après-midi, Ellen van Dijk domine le contre-la-montre individuel en ayant vingt-deux secondes d'avance sur Annemiek van Vleuten et quarante-sept sur Lisa Brennauer en seulement un peu plus de treize kilomètres. Elle repasse en tête du classement général. Au terme de la dernière étape, Ellen van Dijk remporte l'épreuve.
Sur le Tour de Thuringe, Ellen van Dijk se classe cinquième dans le sprint de la deuxième étape puis troisième dans celui de la troisième étape,,. Le lendemain, sur le contre-la-montre long de 19 km, elle creuse un écart de vingt-quatre secondes sur sa poursuivante Annemiek van Vleuten, pourtant championne des Pays-Bas de la spécialité. Ellen van Dijk s'empare de la tête du classement général. L'organisation lui inflige cependant une pénalité de vingt secondes pour avoir pris un raccourci sur le circuit par inadvertance . Peu inquiétée le lendemain, elle perd son maillot sur la sixième étape, quand Elena Cecchini et Amanda Spratt creuse un écart de plus de quatre minutes sur le peloton. Elle se classe néanmoins septième de l'étape puis huitième le lendemain. Elle conclut ce Tour de Thuringe à la troisième place. À la course by Le Tour de France, Ellen van Dijk produit une puissante attaque dans les derniers hectomètres mais le peloton la rattrape peu avant la ligne d'arrivée.

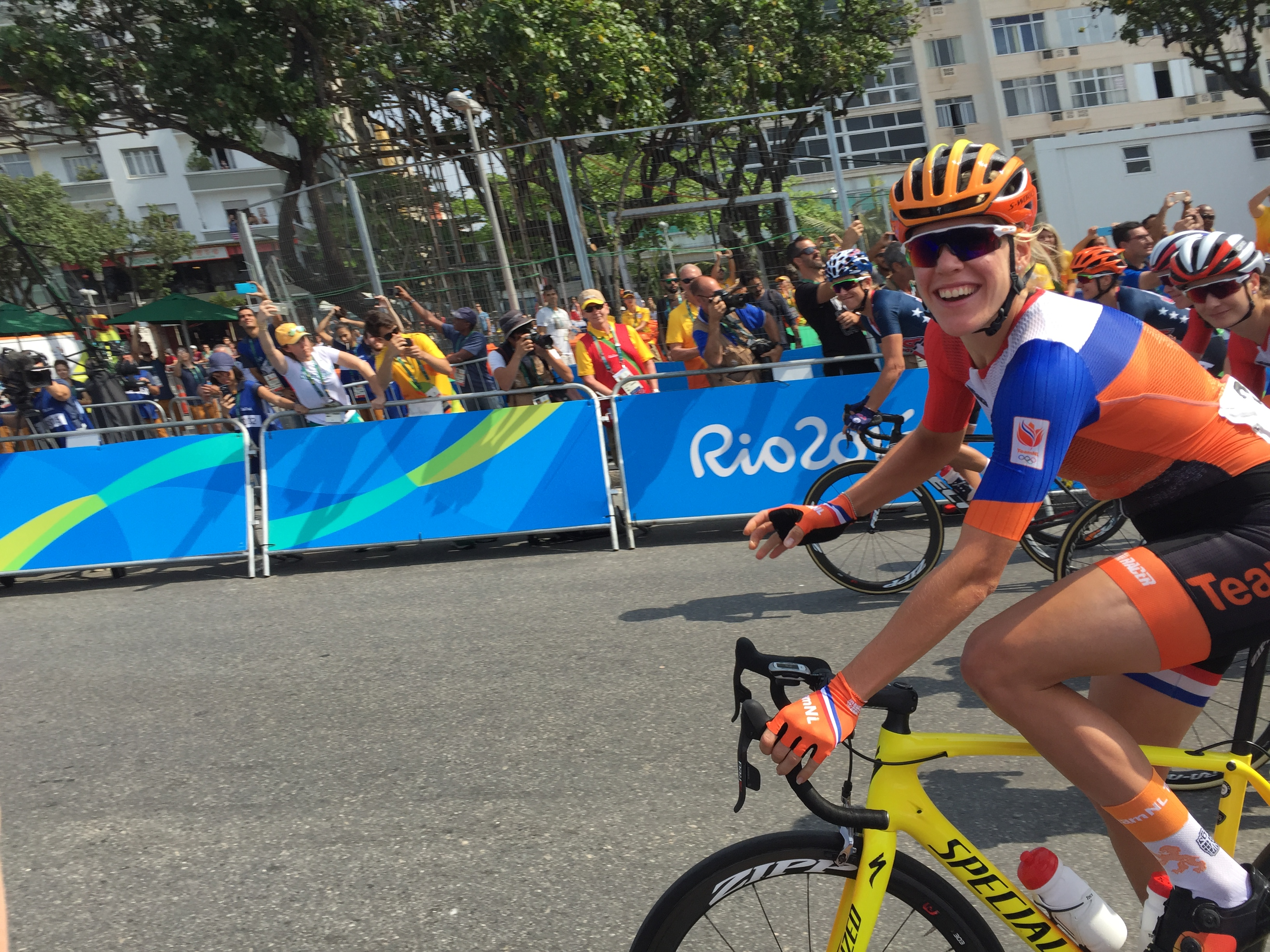
Ellen van Dijk sur la course en ligne olympique

Aux Jeux olympiques, sur la course en ligne, elle attaque avec Trixi Worrack et Anna Plichta. Kristin Armstrong, sentant le danger, les rejoint. Emma Pooley tente de revenir avec Gracie Elvin, mais elles sont marquées par Marianne Vos. La Britannique mène ensuite le peloton avec Olga Zabelinskaya. Le groupe van Dijk reprend Lotte Kopecky, mais est immédiatement après repris par le peloton dans l'ascension du Grumari. Elle est finalement vingt-et-unième. Sur le contre-la-montre, elle fait une bonne impression, mais sort de la route dans la première moitié du circuit et perd ainsi un temps précieux. Elle est quatrième à onze secondes de la médaille de bronze.
Fin août, son transfert dans l'équipe Liv-Plantur est annoncé. Au Boels Ladies Tour, la formation Boels Dolmans domine le contre-la-montre par équipes. La troisième étape est plus vallonnée. Dans le final en montée, Ellen van Dijk se classe sixième et huit secondes derrière sa coéquipière Chantal Blaak qui prend la tête du classement général. Lors de l'ultime étape, la victoire se joue dans la dernière ascension du Cauberg. Katarzyna Niewiadoma y devance Ellen van Dijk. Chantal Blaak passe la ligne deux secondes après Ellen van Dijk et conserve ainsi sa première place au classement général. Ellen van Dijk est deuxième.
Mi-septembre, elle remporte le championnat d'Europe du contre-la-montre devant sa compatriote Anna van der Breggen. Aux championnats du monde, après avoir remporté le contre-la-montre par équipes, elle défend ses chances sur le contre-la-montre individuel. Elle passe au deuxième pointage intermédiaire en tête pour cinq secondes mais faiblit sur la fin du parcours. Elle doit se contenter de la médaille d'argent derrière Amber Neben. Elle dit avoir tout donné, mais est très déçue par cette médaille d'argent.

#### Championne d'Europe et podium sur les courses à étapes (2017)

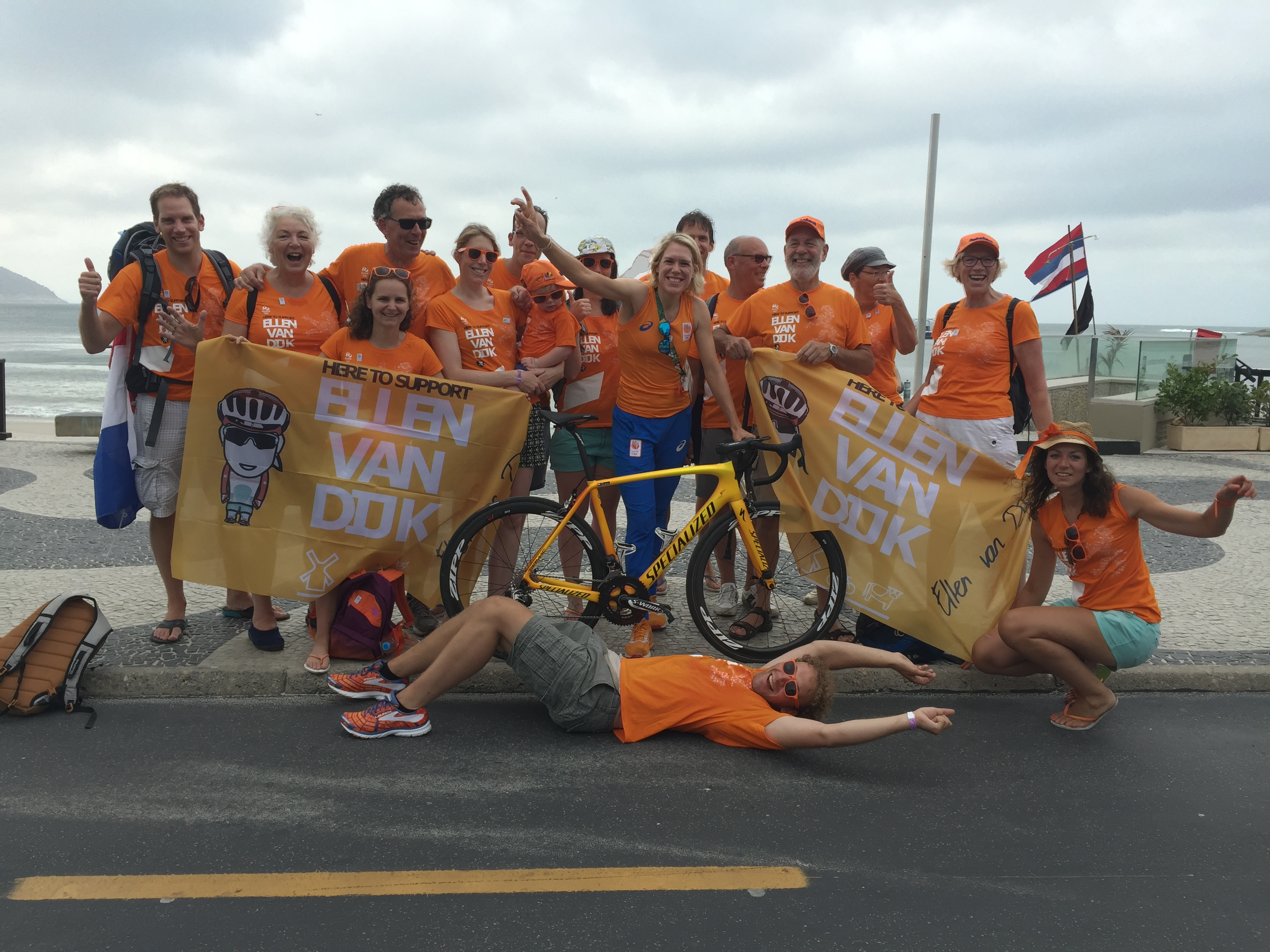
Famille et fan club d'Ellen van Dijk à Rio

En 2017, elle rejoint l'équipe Sunweb. Au Circuit Het Nieuwsblad, elle s'échappe avec Elisa Longo Borghini après le Paterberg. Les deux coureuses de tête comptent jusqu'à une minute et demi d'avance. Le Molenberg permet à un nouveau groupe de poursuite de prendre le large. La jonction avec la tête s'opère à seize kilomètres de l'arrivée. À sept kilomètres de l'arrivée, Lucinda Brand pourtant bonne sprinteuse, profitant du surnombre de l'équipe Sunweb, attaque. Elle n'est plus revue. Ellen van Dijk est quatrième.
Au Tour de Drenthe, Ellen van Dijk fait partie du groupe de tête à la sortie de la deuxième ascension du mont VAM. Il est cependant rapidement repris. Lors de la montée suivante, elle attaque de nouveau, cette fois seule. Elle compte jusque trente secondes d'avance, mais est reprise au kilomètre vingt-deux. Au Trofeo Alfredo Binda-Comune di Cittiglio, elle travaille pour Coryn Rivera en effectuant une part importante de la poursuite du peloton puis ne lui lançant le sprint ce qui permet à l'Américaine de s'imposer,. Le mercredi suivant, sur À travers les Flandres, Ellen van Dijk tente de constituer un groupe d'échappée sur le Tiegemberg, mais les quatre fuyardes sont rapidement reprises. Au Tour des Flandres, elle accélère dans le vieux Quaremont, mais ne parvient pas à combler l'écart avec le groupe de tête. Grâce à son travail, l'échappée est reprise sous la flamme rouge. Coryn Rivera s'impose au sprint,.
À l'Healthy Ageing Tour, comme l'année précédente, Ellen van Dijk domine largement le contre-la-montre individuel de l'épreuve. Elle prend ainsi une option sur la victoire finale avec vingt-sept secondes d'avance sur Anna van der Breggen. Elle s'impose finalement sur l'épreuve. À Liège-Bastogne-Liège, Elizabeth Deignan, Katarzyna Niewiadoma et Anna van der Breggen partent dans la Rôche aux Faucons. Ellen van Dijk fait partie du groupe de poursuite derrière les trois échappées. Elle règle le groupe au sprint et est donc quatrième,.
Elle est deuxième de Gooik-Geraardsbergen-Gooik. Ellen van Dijk court au Tour de Thuringe avec la sélection nationale néerlandaise. Elle est seulement cinquième du prologue,. Elle est ensuite deuxième pour une seconde derrière Lauren Stephens de la quatrième étape qui est un contre-la-montre. Elle remonte ainsi à la deuxième place du classement général derrière Lisa Brennauer,. Elle est deuxième le lendemain du sprint et prend ainsi quelques secondes de bonifications. Elle conclut ce Tour de Thuringe à la deuxième place,.
Ellen van Dijk conserve facilement son titre de championne d'Europe du contre-la-montre. Au Tour de Norvège, Ellen van Dijk remporte le prologue. Juliette Labous est sixième. Ellen van Dijk perd le lendemain le maillot jaune au profit de Jolien D'Hoore. La Néerlandaise est troisième du sprint de la deuxième étape. Sur la dernière étape, Derrière, Ellen van Dijk joue son va-tout à quelques kilomètres de l'arrivée. Elle est cependant reprise. Elle lance le sprint de loin, elle est cependant passée par Megan Guarnier dans les derniers mètres. Elle est donc deuxième de l'étape. Au classement général, elle prend la troisième place.

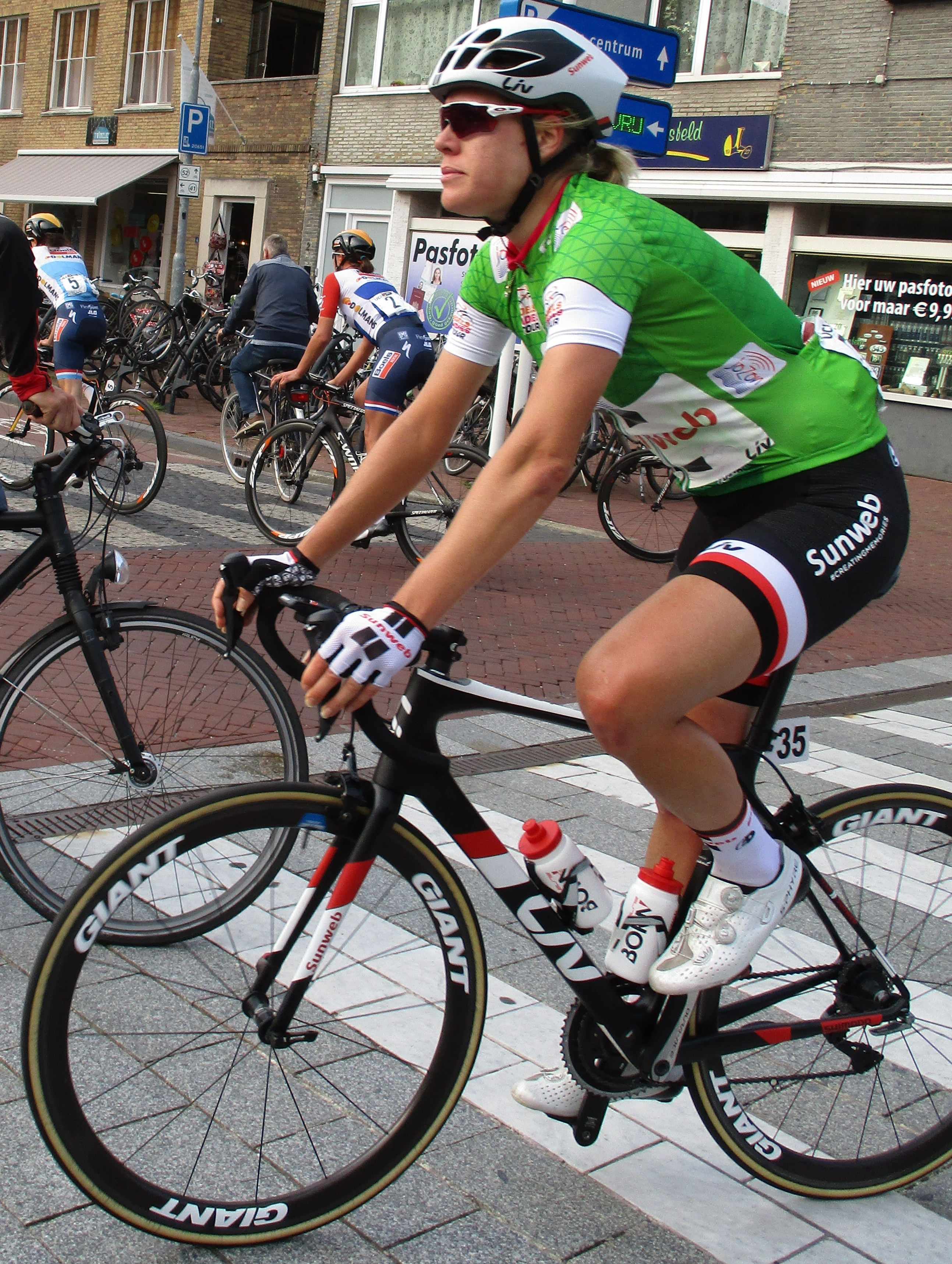
Ellen van Dijk au Boels Ladies Tour

Au Boels Ladies Tour, Ellen van Dijk est deuxième du prologue, cinq secondes derrière Annemiek van Vleuten. Elle se classe cinquième de la deuxième étape au sprint. Sur le contre-la-montre de la troisième étape, elle est une nouvelle fois deuxième derrière Annemiek van Vleuten, cette fois pour quatre secondes,. La cinquième étape est vallonnée. Ellen van Dijk ne peut suivre Annemiek van Vleuten et Anna van der Breggen et rétrograde à la troisième place du classement général à l'issue de l'étape. Ellen van Dijk est finalement troisième du classement général.
Aux championnats du monde du contre-la-montre par équipes, elle fait partie de la composition de la formation Sunweb qui remporte le titre. Sur le contre-la-montre individuel, Ellen van Dijk prend la cinquième place.

#### 2018
À l'Omloop van het Hageland, dans le dernier passage sur le Roeselberg, Ellen van Dijk accélère. Elle réussit à rester seule à l'avant jusqu'au bout. La semaine suivante, aux Strade Bianche, dans le cinquième secteur pavés, le plus long, Ellen van Dijk suit l'attaque de Alena Amialiusik  avec Chantal Blaak. Leur avance monte à quarante secondes à trente-quatre kilomètres de l'arrivée. Elles sont finalement revues par le reste du peloton dans le secteur pavé numéro six. Ellen van Dijk est finalement neuvième,.

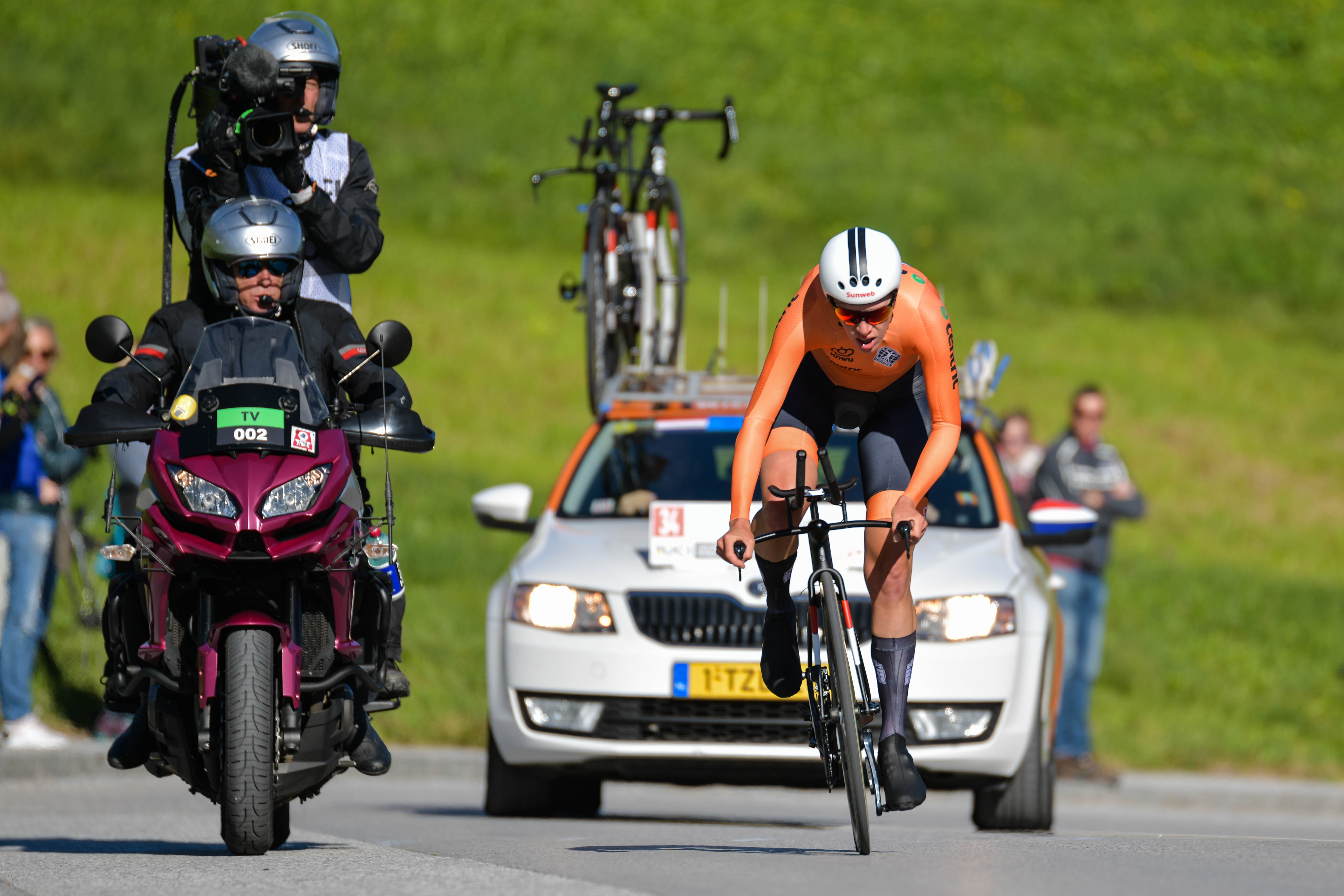
Ellen van Dijk est troisième du contre-la-montre

Sur À travers les Flandres, dans la côte du Trieu, les favorites accélèrent. On retrouve ainsi devant sept coureuses dont  Floortje Mackaij et Ellen van Dijk. Dans le dernier secteur pavé, le Herlegemstraat, Ellen van Dijk attaque. Elle utilise ses capacités en contre-la-montre pour aller s'imposer seule. Derrière, Amy Pieters règle le peloton devant Floortje Maackaij,. Ellen van Dijk arrive sur le Tour des Flandres avec le statut de favorite. Elle est présente à l'avant dans la montée du mur de Grammont. Au sommet du Kruisberg, onze favorites se trouvent à l'avant dont Ellen van Dijk. Juste après, à vingt-cinq kilomètres de l'arrivée, Katarzyna Niewiadoma lance une escarmouche, mais c'est Anna van der Breggen qui part. Ellen van Dijk tente de la suivre, mais ne parvient pas à la reprendre. Elle se classe finalement septième,. À Liège-Bastogne-Liège, Ellen van Dijk parvient à se maintenir dans un groupe à l'avant de la course. Elle règle ce groupe et prend ainsi la cinquième place.
Au Tour de Thuringe, elle est deuxième de la quatrième étape. Le lendemain, alors que sa coéquipière et maillot jaune Coryn Rivera est à l'avant, elle attend la montée finale pour produire son effort. Elle est de nouveau deuxième et alors à deux secondes de la leader du classement général Lisa Brennauer. Elle perd cinq secondes le lendemain. Le contre-la-montre final est décisif. Ellen van Dijk s'impose mais pour seulement deux secondes. Elle est donc deuxième du classement général final. Au Tour d'Italie, la formation Sunweb remporte le contre-la-montre par équipes inaugural. Ellen van Dijk endosse le maillot rose,. Au championnat d'Europe du contre-la-montre, Ellen van Dijk conserve son titre pour deux secondes face à sa compatriote Anna van der Breggen,.

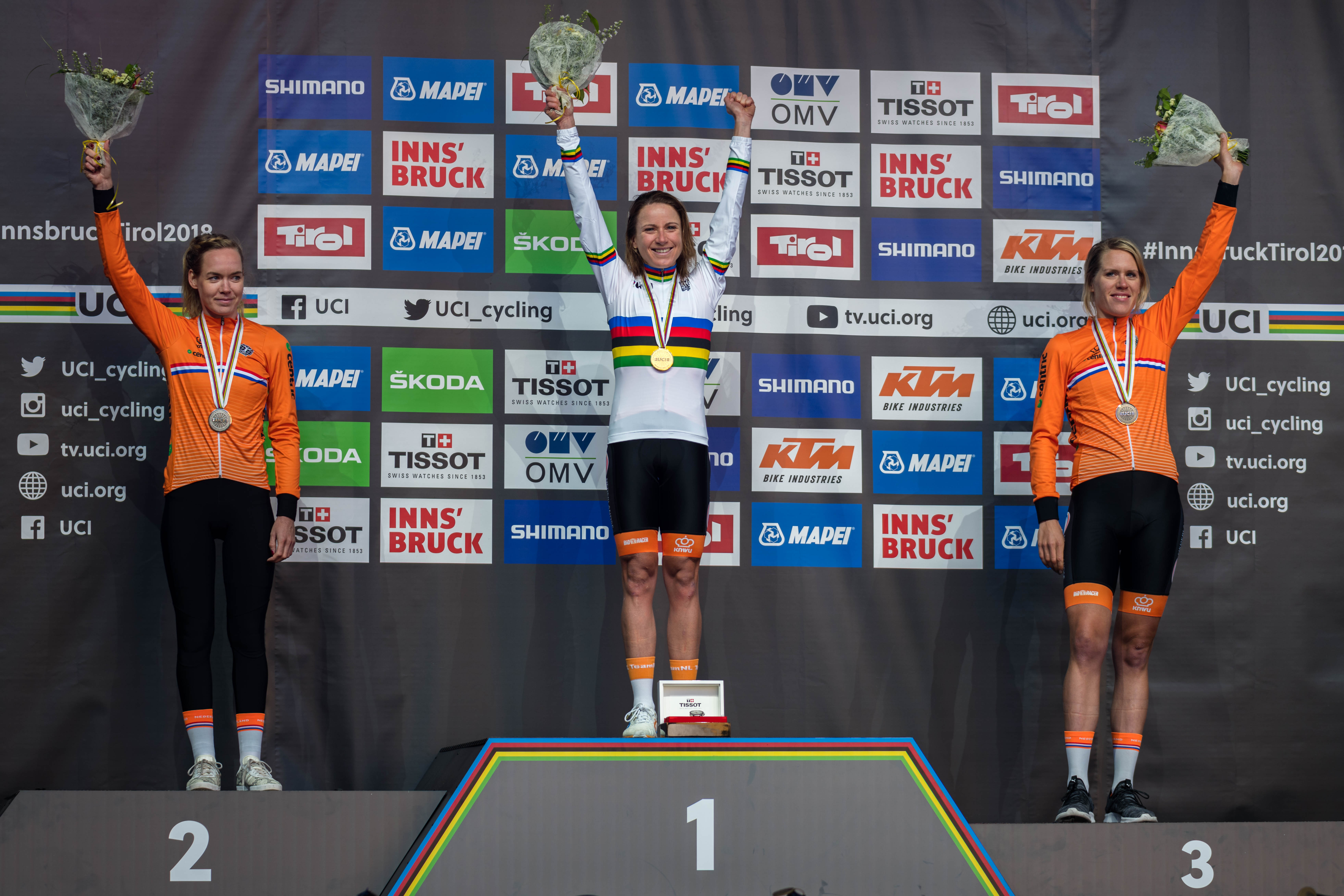
Ellen van Dijk sur le podium des championnats du monde

Au Boels Ladies Tour, Ellen van Dijk se classe troisième du prologue. Sur le contre-la-montre individuel, Ellen van Dijk est deuxième derrière Annemiek van Vleuten. Finalement, Ellen van Dijk est deuxième du classement général. À La Madrid Challenge by La Vuelta, Sunweb remporte le contre-la-montre par équipes,. Sur la course en ligne, un groupe de dix-neuf échappée dont Ellen van Dijk anime l'épreuve. La Néerlandaise engrange les bonifications. Elle est sixième du classement de l'étape mais remporte le classement général devant Coryn Rivera.
Sur le contre-la-montre individuel des championnats du monde, elle est rapide dans la partie plate, mais perd du temps face à Anna van der Breggen dans la partie en côte. Annemiek van Vleuten venant prendre la première place, Ellen van Dijk est donc troisième. Sur la course en ligne, dans la première ascension, Ellen van Dijk sort avec trois autres coureuses dans la descente. Elles sont les premières à passer la ligne d'arrivée avec trente secondes d'avance sur le peloton. Au sommet de la première ascension de la côte d'Igls, un nouveau regroupement s'opère. Coryn Rivera attaque alors et, grâce à une descente rapide, obtient trente secondes d'avance. À cinquante kilomètres de l'arrivée, elle est rejointe par Ellen van Dijk et cinq autres coureuses. Lors de l'ascension suivante, Ellen van Dijk est distancée. Elle est soixantième de la course,,.

#### 2019

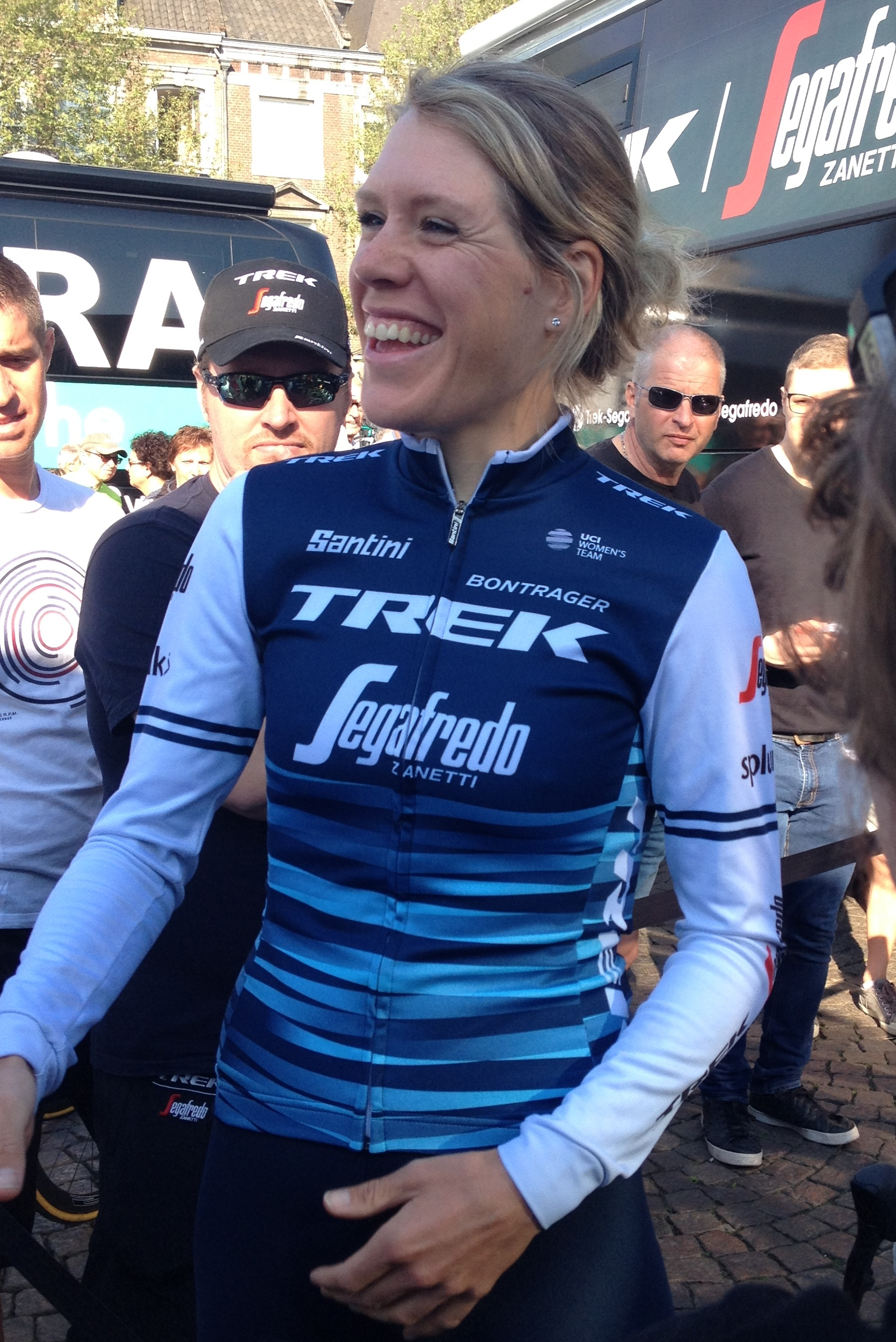
À l'Amstel Gold Race 2019

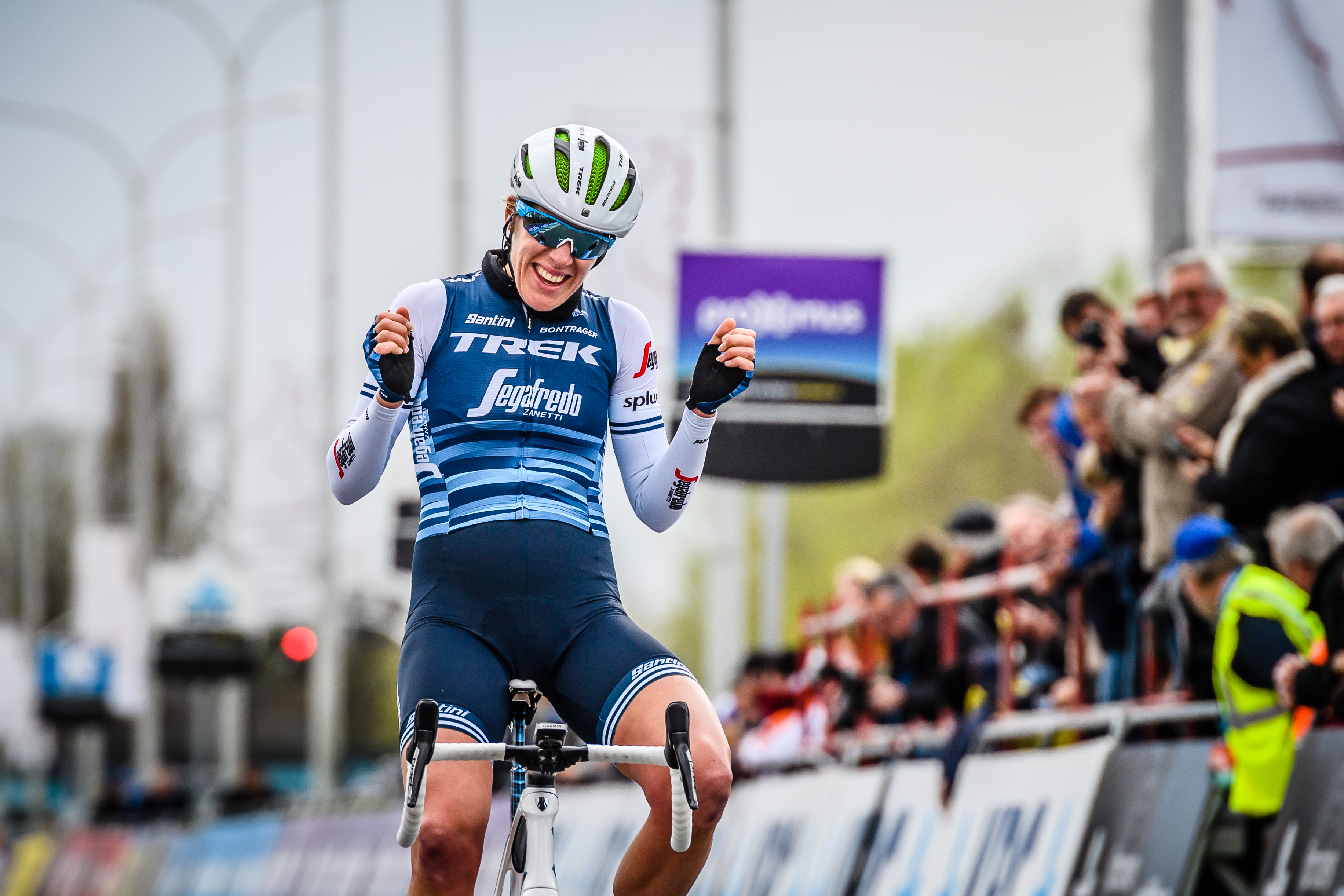
Ellen Van Dijk gagne À travers les Flandres pour Dames en 2019.

Au Drentse 8, elle attaque à tour de rôle avec Audrey Cordon, mais c'est cette dernière qui obtient la victoire. Au Tour de Drenthe, la Boels Dolmans accélère le rythme dans le dernier secteur gravier. Ellen van Dijk attaque à sa sortie. Après un moment de flottement, Blaak part avec Marta Bastianelli dans la roue. La coopération n'est pas optimale, mais elles finissent par reprendre Ellen van Dijk. Cette dernière est troisième du sprint. Sur À travers les Flandres, à quinze kilomètres de l'arrivée, Ellen van Dijk sort du groupe de tête et n'est plus reprise. Au Tour des Flandres, Ellen van Dijk est mal placée au pied du vieux Quaremont. Elle se retrouve dans un second groupe de chasse derrière celui de Marta Bastianelli. Finalement, elle est cinquième.
À l'Healthy Ageing Tour, elle gagne le contre-la-montre individuel. Elle termine l'épreuve à la deuxième place. Elle participe au Tour de Thuringe avec l'équipe nationale des Pays-Bas. Elle remporte le contre-la-montre de la cinquième étape avec vingt-et-une secondes d'avance. Au championnat des Pays-Bas du contre-la-montre, Ellen van Dijk est deuxième derrière Annemiek van Vleuten. En août, elle conserve facilement son titre de championne d'Europe du contre-la-montre. Elle fait partie de la composition de la formation qui remporte le contre-la-montre par équipes de l'Open de Suède Vårgårda.
Au Boels Ladies Tour, Ellen van Dijk sort de route lors du prologue annihilant ses chances de victoire. Sur la quatrième étape, Ellen van Dijk est victime d'une nouvelle chute. Elle se brise le pelvis et l'humérus. Sa saison est terminée.

#### 2020
Au Circuit Het Nieuwsblad, Ellen van Dijk fait partie du groupe de poursuite derrière Annemiek van Vleuten qui part dans le Bosberg. À douze kilomètre de la ligne, Van Dijk attaque. Reprise, elle est cinquième de la course.
Elle est deuxième du championnat d'Europe du contre-la-montre, trente-et-une secondes derrière Anna van der Breggen. Au Tour d'Italie, elle fait partie de l'échappée durant l'ultime étape. Elle se classe cinquième de l'étape. Lors des championnats du monde, Ellen van Dijk est troisième du contre-la-montre trente-et-une secondes derrière Anna van der Breggen.
Sur Liège-Bastogne-Liège, un groupe de huit favorites, dont Elizabeth Deignan et Ellen van Dijk sort peu avant la côte de la Vecquée. Ce groupe obtient rapidement une minute d'avance et arrive au pied de la Redoute avec une minute trente d'écart. Elizabeth Deignan y attaque. Elle prend trente secondes au sommet sur ses poursuivantes. Elizabeth Deignan compte une minute d'avance à vingt kilomètres de l'arrivée. Derrière Ellen van Dijk couvre les attaques. Sur la Roche aux Faucons, Grace Brown part seule et part en chasse sur Elizabeth Deignan. Derrière, Ellen van Dijk anticipe le sprint et prend la troisième place. Lors de Gand-Wevelgem, elle passe le mont Kemmel avec les favorites et travaille pour Lizzie Deignan. Elle est huitième des Trois Jours de La Panne.
En novembre 2020, elle prolonge chez Trek-Segafredo jusqu'en 2022.

#### Championne du monde du contre-la-montre (2021)

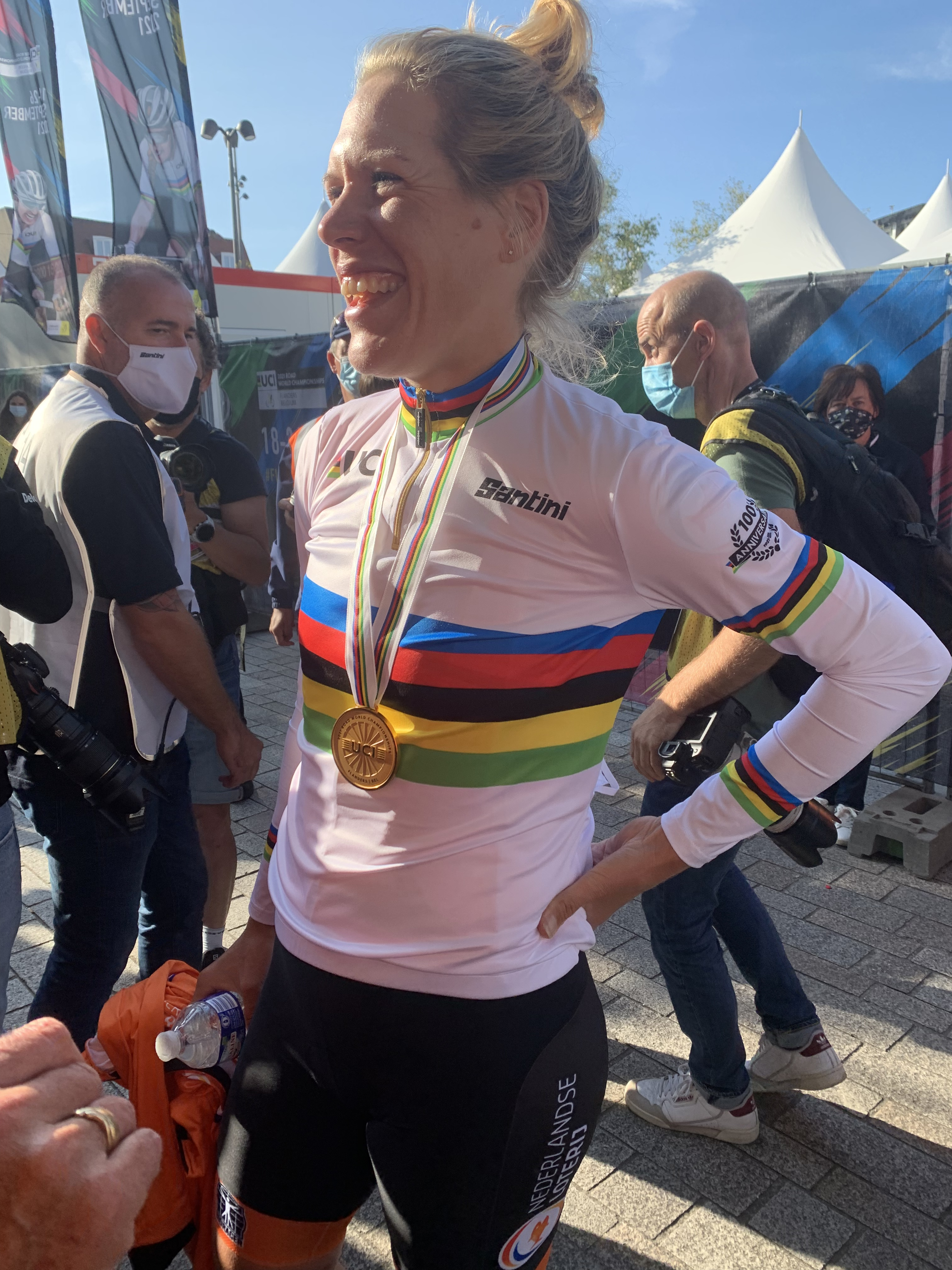
Ellen van Dijk avec le maillot de championne du monde du contre-la-montre

À l'Healthy Ageing Tour, Ellen van Dijk s'impose sur le contre-la-montre. Elle s'impose au classement général. Au Tour de Belgique, Ellen van Dijk remporte le prologue dans des conditions météos difficiles. Le lendemain, Lorena Wiebes devient la nouvelle leader. Sur la deuxième étape, dans le second tour, Rotem Gafinovitz attaque dans le Steenhoutberg. Dans le tour suivant, elle est rejointe par un trio de favorites dont Ellen van Dijk, qui est cependant victime d'une crevaison. Elle finit dans le groupe de tête à la quatrième place. Elle prend la troisième place en haut du mur de Grammont et conclut ainsi l'épreuve à la deuxième place derrière Lotte Kopecky. Elle est également meilleure grimpeuse.
Au Simac Ladies Tour, Ellen van Dijk est deuxième du prologue. Elle est ensuite deuxième du contre-la-montre, dix-huit secondes derrière Marlen Reusser. Elle est alors deuxième du classement général. Le lendemain, une chute a lieu dans le final, Van Dijk n'est pas dans le petit groupe de tête et perd du temps face à Chantal Blaak. Elle termine la course à la troisième place.
Aux championnats d'Europe du contre-la-montre, Ellen van Dijk prend la médaille d'argent derrière Marlen Reusser. Sur la course en ligne, à soixante-cinq kilomètres de l'arrivée, un groupe de quatre sort. Il s'agit de : Ellen van Dijk, Aude Biannic, Soraya Paladin et Romy Kasper. Au bout de dix kilomètres, elles ont une minute d'avance. Biannic puis Kasper sont distancées. Dans la ville, Ellen van Dijk attaque Soraya Paladin. Celle-ci revient néanmoins. La Néerlandaise poursuit son effort dans la montée et se retrouve seule à vingt-trois kilomètres du but. Elle n'est plus reprise.
Aux championnats du monde, Ellen van Dijk s'impose sur le contre-la-montre. Elle se montre également active sur la course en ligne.

#### Record de l'heure puis nouveau titre mondial (2022)
Au Bloeizone Fryslân Tour, Ellen van Dijk gagne le contre-la-montre inaugural, puis le classement général.
Le 23 mai 2022, elle bat le record de l'heure féminin détenu par Joscelin Lowden depuis septembre 2021, en parcourant la distance de 49,254 km sur le vélodrome de Granges en Suisse. En juin, elle s'impose en contre-la-montre aux championnats des Pays-Bas.
Au Baloise Ladies Tour, Ellen van Dijk, locale de l'étape, remporte le prologue . Elle remporte ensuite le contre-la-montre, reprenant définitivement la tête du classement général. Aux championnats d'Europe du contre-la-montre, Ellen van Dijk est devancée par Marlen Reusser. Aux championnats du monde, Ellen van Dijk conserve son titre en contre-la-montre. Elle confirme ce titre en remportant le Chrono des Nations-Les Herbiers-Vendée.
En 2023, elle devient maman.

#### 2024
De retour, elle gagne une étape du Tour d'Estrémadure féminin, puis une au Tour de Normandie. À Paris-Roubaix, dans le secteur de Mons-en-Pévèle, Ellen van Dijk provoque le regroupement sur le groupe Kopecky. Van Dijk attaque à deux reprises, sans succès. Elle repart plus loin avec Amber Kraak. Après le carrefour de l'Arbre, elle aide Elisa Balsamo à revenir sur la tête de course. Elle se classe sixième.
Début juin, six semaines avant les Jeux olympiques de Paris, elle percute une remorque à haute vitesse lors d'un stage en altitude en Espagne et subit une fracture de la cheville. Remise à temps, elle est sélectionnée pour le contre-la-montre et la course en ligne. Sur la première épreuve, elle est onzième. Sur la course en ligne, elle n'est pas piégée par la chute de Chloé Dygert et fait partie du groupe de dix coureuses en tête. Elle ne pèse cependant pas sur la course et prend la neuvième place. Au Tour de France, elle est sixième du contre-la-montre.
Aux championnats d'Europe du contre-la-montre, Ellen van Dijk est deuxième quarante-quatre secondes derrière Lotte Kopecky. Elle est ensuite huitième des championnats du monde de la discipline. Au Simac Ladies Tour, Ellen van Dijk prend la troisième place du contre-la-montre. Elle conclut la course à la cinquième place.

## Palmarès sur route

### Palmarès par années
| - 2003 - Championne des Pays-Bas sur route débutants - 3e du championnat des Pays-Bas du contre-la montre débutants - 2004 - Championne des Pays-Bas sur route juniors - Championne des Pays-Bas du contre-la-montre juniors - Médaillée de bronze du championnat du monde sur route juniors - 2005 - Championne des Pays-Bas du contre-la-montre juniors - 2e du championnat des Pays-Bas sur route juniors - 2e du championnat des Pays-Bas du contre-la-montre universitaire - 7e du championnat du monde sur route juniors - 7e du championnat du monde du contre-la-montre juniors - 2006 - Championne du monde universitaire sur route - 2e étape du Tour féminin en Limousin - 1re étape du Giro della Toscana (contre-la-montre par équipes) - Médaillée d'argent du championnat du monde universitaire du contre-la-montre - 6e du Rotterdam Tour - 10e du championnat d'Europe sur route espoirs - 2007 - Championne des Pays-Bas du contre-la-montre - 1re étape du Tour of Chongming Island - 2e du Tour of Chongming Island - 3e du Circuit de Borsele - 3e du Tour of Chongming Time Trial - 5e du championnat d'Europe du contre-la-montre espoirs - 2008 - Championne d'Europe du contre-la-montre espoirs - 2e étape du Tour de l'Aude cycliste féminin (contre-la-montre par équipes) - Prologue du Tour féminin en Limousin - 3e du GP Sankomij Veldhoven - 3e du RaboSter Zeeuwsche Eilanden - 5e du contre-la-montre par équipes de l'Open de Suède Vårgårda - 2009 - Championne d'Europe du contre-la-montre espoirs - 2e étape du Holland Ladies Tour (contre-la-montre) - 2e du contre-la-montre par équipes de l'Open de Suède Vårgårda - 3e du championnat des Pays-Bas du contre-la-montre - 2010 - Tour de Bochum - 6e étape du Holland Ladies Tour (contre-la-montre) - 2e du contre-la-montre par équipes de l'Open de Suède Vårgårda - 3e du Holland Ladies Tour - 5e de la course en ligne de l'Open de Suède Vårgårda - 6e du Tour of Chongming Island World Cup - 2011 - Tour du Qatar : - Classement général - 2e étape - Contre-la-montre par équipes de Vårgårda - 2e étape du Profile Ladies Tour (contre-la-montre) - 2e du championnat des Pays-Bas du contre-la-montre - 2e du contre-la-montre par équipes de l'Open de Suède Vårgårda - 6e du championnat du monde du contre-la-montre - 2012 - Championne du monde du contre-la-montre par équipes - Championne des Pays-Bas du contre-la-montre - Circuit de Borsele (contre-la-montre) - 4eb étape de l'Energiewacht Tour (contre-la-montre par équipes) - Circuit de Borsele - Prologue et 2e étape (contre-la-montre) de Gracia Orlova - Contre-la-montre par équipes de l'Open de Suède Vårgårda - Lotto-Decca Tour : - Classement général - 3e étape - 2e étape du BrainWash Ladies Tour (contre-la-montre par équipes) - 2e du Circuit Het Nieuwsblad féminin - 2e de l'Energiewacht Tour - 5e du championnat du monde du contre-la-montre - 6e du Tour des Flandres féminin - 8e du contre la montre des Jeux olympiques de Londres - 2013 - Championne du monde du contre-la-montre - Championne du monde du contre-la-montre par équipes - Championne des Pays-Bas du contre-la-montre - Le Samyn des Dames - Circuit de Borsele (contre-la-montre) - Energiewacht Tour : - Classement général - 3ea étape (contre-la-montre) - Gracia Orlova : - Classement général - Prologue, 2e (contre-la-montre) et 4e étapes - 8e étape du Tour d'Italie - Contre-la-montre par équipes de l'Open de Suède Vårgårda - Lotto Belisol Belgium Tour : - Classement général - 1re étape (contre-la-montre par équipes) - Chrono champenois-Trophée européen - Boels Ladies Tour : - Classement général - 2e étape (contre-la-montre par équipes) - 2e du Tour de Drenthe - 2e du Tour des Flandres - 3e du Tour du Qatar - 3e du Trofeo Alfredo Binda-Comune di Cittiglio - 4e de la course en ligne de l'Open de Suède Vårgårda - 6e de la Flèche wallonne - 2014 - Tour des Flandres - Circuit de Borsele (contre-la-montre) - 1re étape du Boels Ladies Tour (contre-la-montre) - 2e de la Boels Rental Hills Classic - 2e du championnat des Pays-Bas du contre-la-montre - 2e du Chrono champenois-Trophée européen - 3e du Circuit de Borsele - 3e du contre-la-montre par équipes de l'Open de Suède Vårgårda - 3e du Boels Ladies Tour - 7e du championnat du monde du contre-la-montre - 7e du Tour de Drenthe - 8e du Trofeo Alfredo Binda-Comune di Cittiglio - 10e de la Flèche wallonne - 2015 - Médaillée d'or du contre-la-montre aux Jeux européens de Bakou - 2e étape du Tour du Qatar - Circuit de Borsele (contre-la-montre) - Médaillée d'argent du championnat du monde du contre-la-montre par équipes - 2e du championnat des Pays-Bas du contre-la-montre - 2e du Tour du Qatar - 2e du Circuit Het Nieuwsblad - 2e de Gooik-Geraardsbergen-Gooik - 3e du Tour de Drenthe - 3e du Boels Ladies Tour - 7e du championnat du monde du contre-la-montre - 8e du Trofeo Alfredo Binda-Comune di Cittiglio - 10e du championnat du monde sur route | - 2016 - Championne du monde du contre-la-montre par équipes - Championne d'Europe du contre-la-montre - 3e étape du Tour du Qatar - Energiewacht Tour : - Classement général - 1re étape (contre-la-montre par équipes) et 4eb étape (contre-la-montre) - 4e étape du Tour de Thuringe (contre-la-montre) - Contre-la-montre par équipes de l'Open de Suède Vårgårda - 2e étape du Boels Ladies Tour (contre-la-montre par équipes) - Médaillée d'argent du championnat du monde du contre-la-montre - 2e du Boels Ladies Tour - 2e du Circuit de Borsele (contre-la-montre) - 3e du Tour du Qatar - 3e du Tour de Thuringe - 3e du Chrono champenois-Trophée européen - 4e du contre la montre des Jeux olympiques de Rio de Janeiro - 6e du Tour des Flandres - 8e de Gand-Wevelgem - 2017 - Championne du monde du contre-la-montre par équipes - Championne d'Europe du contre-la-montre - Healthy Ageing Tour : - Classement général - 1rea étape (contre-la-montre) - Prologue du Tour de Norvège - Tour d'Okinawa - 2e du championnat des Pays-Bas du contre-la-montre - 2e de Gooik-Geraardsbergen-Gooik - 2e du Tour de Thuringe - 3e du Tour de Norvège - 3e du Boels Ladies Tour - 4e de Liège-Bastogne-Liège - 4e du contre-la-montre par équipes de l'Open de Suède Vårgårda - 5e du championnat du monde du contre-la-montre - 5e de The Women's Tour - 5e de la Course en ligne de l'Open de Suède Vårgårda - 10e de l'Amstel Gold Race - 2018 - Championne d'Europe du contre-la-montre - Championne des Pays-Bas du contre-la-montre - Omloop van het Hageland - À travers les Flandres - 7e étape du Tour de Thuringe - 1re étape du Tour d'Italie (contre-la-montre par équipes) - La Madrid Challenge by La Vuelta - 2e du Tour de Thuringe - 2e du Boels Ladies Tour - Médaillée de bronze du championnat du monde du contre-la-montre - Médaillée de bronze du championnat du monde du contre-la-montre par équipes - 5e de Liège-Bastogne-Liège - 7e du Tour des Flandres - 9e des Strade Bianche - 10e du Tour de Drenthe - 2019 - Championne d'Europe du contre-la-montre - À travers les Flandres - 4ea étape de l'Healthy Ageing Tour (contre-la-montre) - 5e étape du Tour de Thuringe - Contre-la-montre par équipes de l'Open de Suède Vårgårda - 2e du championnat des Pays-Bas du contre-la-montre - 2e de l'Healthy Ageing Tour - 3e du Tour de Drenthe - 5e du Tour des Flandres - 2020 - 1re étape du Tour d'Italie (contre-la-montre par équipes) - Médaillée d'argent du championnat d'Europe du contre-la-montre - Médaillée de bronze du championnat du monde du contre-la-montre - 3e de Liège-Bastogne-Liège - 4e de La Madrid Challenge by La Vuelta - 8e des Trois Jours de La Panne - 2021 - Championne du monde du contre-la-montre - Championne d'Europe sur route - Healthy Ageing Tour : - Classement général - 2e étape (contre-la-montre) - Prologue du Tour de Belgique - 1re étape du Tour d'Italie (contre-la-montre par équipes) - Médaillée d'argent du championnat d'Europe du contre-la-montre - Médaillée d'argent du championnat du monde du contre-la-montre par équipes en relais mixte - 2e du Tour de Belgique - 3e du Simac Ladies Tour - 10e des Strade Bianche - 10e de la Classique de Saint-Sébastien - 2022 - Championne du monde du contre-la-montre - Championne des Pays-Bas du contre-la-montre - 2e étape de la Setmana Ciclista Valenciana - Bloeizone Fryslân Tour : - Classement général - 1re étape (contre-la-montre) - Baloise Ladies Tour : - Classement général - Prologue et 3e étape (b) (contre-la-montre) - Contre-la-montre par équipes de l'Open de Suède Vårgårda - Chrono des Nations - Médaillée d'argent du championnat d'Europe du contre-la-montre - 7e de Paris-Roubaix - 2024 - Circuit de Borsele (contre-la-montre) - 3e étape du Tour d'Estrémadure féminin (contre-la-montre) - 1re étape du Tour de Normandie (contre-la-montre) - 1re étape de La Vuelta Femenina (contre-la-montre par équipes) - Médaillée d'argent du championnat d'Europe du contre-la-montre - 3e du Tour de Normandie - 5e du Simac Ladies Tour - 6e de Paris-Roubaix - 8e du championnat du monde du contre-la-montre - 2025 - Tour d'Estrémadure féminin : - Classement général - 1re étape (a) (contre-la-montre) - 1re étape du Tour d'Espagne (contre-la-montre par équipes) - 2e de l'Amstel Gold Race - 2e du Baloise Ladies Tour - 8e du Tour des Flandres |

### Résultats sur les grands tours

#### Tour d'Italie
8 participations
- 2010 : non partante (10e étape)
- 2011 : 94e
- 2013 : 24e, vainqueure de la 8e étape (contre-la-montre)
- 2014 : 26e
- 2015 : 23e
- 2018 : 33e
- 2020 : 27e
- 2021 : 35e

#### Tour de France
2 participations :
- 2022 : 30e
- 2024 : 59e

#### Tour d'Espagne
2 participations : 
- 2024 : non-partante (4e étape), vainqueure de la 1re étape (contre-la-montre par équipes)
- 2025 : 59e, vainqueure de la 1re étape (contre-la-montre par équipes),  maillot rouge pendant 1 jour

### Championnats
|                                | Année                                      | 2006 | 2007 | 2008 | 2009 | 2010 | 2011 | 2012 | 2013 | 2014 | 2015 | 2016 | 2017 | 2018 | 2019 | 2020 | 2021 | 2022 |
|                                | Championnats des Pays-Bas sur route        | 26e  | 18e  | 20e  | 9e   | 16e  | 11e  | -    | DNF  | 35e  | 12e  | 24e  | 5e   | 7e   | 5e   | -    | 22e  | 7e   |
|                                | Championnats des Pays-Bas contre-la-montre | 7e   | 1re  | 4e   | 3e   | 7e   | 2e   | 1re  | 1re  | 2e   | 2e   | DNS  | 2e   | 1re  | 2e   | -    | 2e   | 1re  |
|                                | Championnats d'Europe sur route            | x    | x    | x    | x    | x    | x    | x    | x    | x    | x    | -    | 61e  | 19e  | DNF  | 17e  | 1re  | 42e  |
|                                | Championnats d'Europe contre-la-montre     | x    | x    | x    | x    | x    | x    | x    | x    | x    | x    | 1re  | 1re  | 1re  | 1re  | 2e   | 2e   | 2e   |
|                                | Championnats du monde sur route            | -    | -    | -    | -    | -    | -    | DNF  | 16e  | 29e  | 10e  | 85e  | 15e  | 60e  | -    | 19e  | 18e  | 24e  |
|                                | Championnats du monde contre-la-montre     | -    | 17e  | 20e  | 20e  | -    | 6e   | 5e   | 1re  | 7e   | 7e   | 2e   | 5e   | 3e   | -    | 3e   | 1re  | 1re  |
| Médaille d'or, Europe          | Route aux Jeux européens                   | x    | x    | x    | x    | x    | x    | x    | x    | x    | 4e   | x    | x    | x    | -    | x    | x    | x    |
| Médaille d'or, Europe          | Contre-la-montre aux Jeux européens        | x    | x    | x    | x    | x    | x    | x    | x    | x    | 1re  | x    | x    | x    | -    | x    | x    | x    |
| Médaille d'or, Jeux olympiques | Route aux Jeux Olympiques                  | x    | x    | -    | x    | x    | x    | OTL  | x    | x    | x    | 21e  | x    | x    | x    | x    | -    | x    |
| Médaille d'or, Jeux olympiques | Contre-la-montre aux Jeux Olympiques       | x    | x    | -    | x    | x    | x    | 8e   | x    | x    | x    | 4e   | x    | x    | x    | x    | -    | x    |

### Classements UCI
| Année                                 | 2006 | 2007 | 2008 | 2009 | 2010 | 2011 | 2012 | 2013 | 2014 | 2015 | 2016 | 2017 | 2018 | 2019 | 2020 | 2021 | 2022 | 2023 | 2024 |
| ------------------------------------- | ---- | ---- | ---- | ---- | ---- | ---- | ---- | ---- | ---- | ---- | ---- | ---- | ---- | ---- | ---- | ---- | ---- | ---- | ---- |
| Classement UCI                        | 99e  | 35e  | 79e  | 52e  | 23e  | 13e  | 19e  | 3e   | 12e  | 13e  | 10e  | 4e   | 8e   | 25e  | 10e  | 13e  | 20e  | nc   | 68e  |
| Coupe du monde                        | nc   | nc   | nc   | nc   | nc   | nc   | nc   | 3e   | 7e   | nc   |      |      |      |      |      |      |      |      |      |
| UCI World Tour                        |      |      |      |      |      |      |      |      |      |      | 34e  | 8e   | 10e  | 28e  | 14e  | 27e  | 50e  | nc   | 60e  |
|                                       |      |      |      |      |      |      |      |      |      |      |      |      |      |      |      |      |      |      |      |
| Légende : nc = non classéSource : UCI |      |      |      |      |      |      |      |      |      |      |      |      |      |      |      |      |      |      |      |

## Palmarès sur piste

### Jeux olympiques
- Londres 2012
  - 6e de la poursuite par équipes

### Championnats du monde
- Manchester 2008
  -  Championne du monde de scratch
- Pruszkow 2009
  - 4e de la poursuite par équipes
  - 6e du scratch
  - 6e de la poursuite individuelle
  - 15e de la course aux points
- Apeldoorn 2011
  - 5e de la poursuite
  - 5e de la poursuite par équipes

### Coupe du monde
- 2007-2008
  - 2e de la poursuite par équipes à Copenhague
- 2008-2009
  - 1re de la poursuite à Copenhague
  - 1re de la course aux points à Copenhague
  - 2e de la poursuite par équipes à Copenhague
- 2011-2012
  - 1re de la poursuite par équipes à Astana (avec Amy Pieters et Kirsten Wild)

### Championnats nationaux
- Championne des Pays-Bas de poursuite en 2007, 2008, 2010 et 2011
- Championne des Pays-Bas de l'américaine en 2011